# CHa-29
CHa-29 — мисливець за підводними човнами Імперського флоту Японії, який взяв участь у Другій світовій війні.
CHa-29 належав до серії допоміжних мисливців, споруджених з використанням можливостей малих суднобудівних підприємств. Ці кораблі мали дерев'яний корпус та при зникненні зацікавленості в них зі сторони збройних сил мали бути перетворені на риболовецькі судна.
Спорудження корпусу CHa-29 здійснили на верфі у Фунея (Funeya), а його оснащення озброєнням провели на верфі ВМФ у Йокосуці (Токійська затока).
Відомо, що корабель ніс службу в Меланезії. 13 вересня 1943-го він вийшов з Йокосуки у складі конвою № 3912, що прямував на Трук у центральній частині Каролінських островів (тут була головна японська база в Океанії), а потім 29 вересня — 3 жовтня супроводив конвой № 1291 до Рабаула (головна передова база в архіпелазі Бісмарка).
22 лютого 1944-го CHa-29 перебував у Кавієнзі (друга за значенням японська база в архіпелазі Бісмарка, розташована на північному завершенні острова Нова Ірландія), де був виявлений та потоплений ворожою авіацією.